# Voznesensk
Voznesensk (en ucraniano: Вознесенськ) es una ciudad ucraniana perteneciente al Óblast de Nicolaiev.  Situada en el sur del país, es el centro del raión homónimo y del municipio (hromada) de Voznesensk.

## Toponimia
El nombre de la ciudad en otros idiomas de importancia en el asentamiento es también Voznesensk (en ruso: Вознесенск).

## Geografía
Voznesensk está en la orilla izquierda del río Bug Meriodional, 86 km al noreste de Nicolaiev y 326 km al sur de Kiev.

### Clima
Según la clasificación climática de Köppen, Voznesensk tiene un clima continental húmedo con veranos cálidos.
| Parámetros climáticos promedio de Voznesensk (1981-2010) | Parámetros climáticos promedio de Voznesensk (1981-2010) | Parámetros climáticos promedio de Voznesensk (1981-2010) | Parámetros climáticos promedio de Voznesensk (1981-2010) | Parámetros climáticos promedio de Voznesensk (1981-2010) | Parámetros climáticos promedio de Voznesensk (1981-2010) | Parámetros climáticos promedio de Voznesensk (1981-2010) | Parámetros climáticos promedio de Voznesensk (1981-2010) | Parámetros climáticos promedio de Voznesensk (1981-2010) | Parámetros climáticos promedio de Voznesensk (1981-2010) | Parámetros climáticos promedio de Voznesensk (1981-2010) | Parámetros climáticos promedio de Voznesensk (1981-2010) | Parámetros climáticos promedio de Voznesensk (1981-2010) | Parámetros climáticos promedio de Voznesensk (1981-2010) |
| Mes                                                      | Ene.                                                     | Feb.                                                     | Mar.                                                     | Abr.                                                     | May.                                                     | Jun.                                                     | Jul.                                                     | Ago.                                                     | Sep.                                                     | Oct.                                                     | Nov.                                                     | Dic.                                                     | Anual                                                    |
| -------------------------------------------------------- | -------------------------------------------------------- | -------------------------------------------------------- | -------------------------------------------------------- | -------------------------------------------------------- | -------------------------------------------------------- | -------------------------------------------------------- | -------------------------------------------------------- | -------------------------------------------------------- | -------------------------------------------------------- | -------------------------------------------------------- | -------------------------------------------------------- | -------------------------------------------------------- | -------------------------------------------------------- |
| Temp. máx. media (°C)                                    | 1.0                                                      | 2.4                                                      | 8.2                                                      | 16.6                                                     | 23.3                                                     | 26.8                                                     | 29.3                                                     | 29.0                                                     | 22.8                                                     | 15.8                                                     | 7.5                                                      | 2.4                                                      | 15.4                                                     |
| Temp. media (°C)                                         | -2.2                                                     | -1.4                                                     | 3.4                                                      | 10.5                                                     | 16.7                                                     | 20.4                                                     | 22.7                                                     | 22.1                                                     | 16.3                                                     | 10.2                                                     | 3.8                                                      | -0.5                                                     | 10.2                                                     |
| Temp. mín. media (°C)                                    | -4.9                                                     | -4.6                                                     | -0.5                                                     | 5.2                                                      | 10.4                                                     | 14.5                                                     | 16.4                                                     | 15.6                                                     | 10.8                                                     | 5.7                                                      | 0.8                                                      | -3.2                                                     | 5.5                                                      |
| Precipitación total (mm)                                 | 29.2                                                     | 30.6                                                     | 28.6                                                     | 33.0                                                     | 48.4                                                     | 65.8                                                     | 62.7                                                     | 49.6                                                     | 50.2                                                     | 34.2                                                     | 36.6                                                     | 34.3                                                     | 503.2                                                    |
| Días de precipitaciones (≥ 1.0 mm)                       | 6.1                                                      | 6.3                                                      | 5.9                                                      | 6.3                                                      | 7.1                                                      | 8.4                                                      | 6.9                                                      | 5.2                                                      | 5.1                                                      | 4.7                                                      | 5.8                                                      | 6.5                                                      | 74.3                                                     |
| Humedad relativa (%)                                     | 82.3                                                     | 79.5                                                     | 73.8                                                     | 65.2                                                     | 63.0                                                     | 65.8                                                     | 63.5                                                     | 61.8                                                     | 68.9                                                     | 75.2                                                     | 82.4                                                     | 83.4                                                     | 72.1                                                     |
| Fuente: World Meteorological Organization                |                                                          |                                                          |                                                          |                                                          |                                                          |                                                          |                                                          |                                                          |                                                          |                                                          |                                                          |                                                          |                                                          |

## Historia
Esta ciudad fue fundada por órdenes de Catalina II en 1795 en el sitio del asentamiento cosaco de Sokoli (en ucraniano: Соколи) después de la liquidación de sich de Zaporiyia, encomendada al príncipe Potemkin. Los principales planes de expansión se detuvieron por la muerte de la zarina en 1796, pero la ciudad, sin embargo, se convirtió en un centro local en la región porque logró atraer a muchos nuevos habitantes y fortalecer su posición como uno de los centros comerciales del sur de Ucrania. 
Después de que el ferrocarril Odesa-Bajmach pasara por Voznesensk en 1912, la tasa de crecimiento de la industria se aceleró significativamente.
Durante la guerra civil rusa, ante la falta de municiones y víveres, las formaciones de la República Popular de Ucrania se aventuraron en un asalto desesperado el 15 de abril de 1920, casi cuerpo a cuerpo, al cruce de Voznesensk, ocupado por tropas bolcheviques. Con este ataque desesperado, la división de Zaporiyia Negra de la RPU, comandada por Petró Diachenko, abrió el camino a Voznesensk.
El 7 de marzo de 1923, se formó el raión de Voznesensk en el óblast de Odesa. En relación con la liquidación de las provincias en junio de 1925, en subordinación directa del óblast de Nikolaev. Voznesensk recibió el estatus de ciudad en 1938 como parte de la RSS de Ucrania en la Unión Soviética.
Durante la Segunda Guerra Mundial, la ciudad fue ocupada por las tropas del Eje desde el 7 de agosto de 1941 hasta el 24 de marzo de 1944.
El 30 de diciembre de 1963, por decreto del Presidium del Soviet Supremo de la RSS de Ucrania, Voznesensk recibió el estatus de ciudad de importancia regional en el Óblast de Nicolaiev. El 4 de enero de 1965, el Presidium del Soviet Supremo de la RSS de Ucrania revocó el estatus de ciudad de subordinación regional de Voznesensk, recuperado el 3 de marzo de 1975. En este tiempo, la base de la economía en ese momento era la planta de la unidad de prensa, la asociación de cuero y las empresas de la industria alimentaria.
Hasta el 18 de julio de 2020, Voznesensk fue una ciudad de importancia regional y el centro administrativo del raión de Voznesensk a pesar de que no pertenecía al raión. El raión se abolió en julio de 2020 como parte de la reforma administrativa de Ucrania, que redujo el número de rayones del Óblast de Nicolaiev a cuatro. El área de la ciudad de Voznesensk se fusionó con el raión de Voznesensk.
Durante la invasión rusa de Ucrania en 2022, la ciudad fue testigo de bombardeos y combates como parte de la Batalla de Nicolaiev y la batalla de Voznesensk. La ciudad era un objetivo clave para las fuerzas rusas, que buscaban capturar una importante intersección en la ruta entre Nicolaiev y Odesa, y cruzar el río Bug Meridional inmediatamente al suroeste de la ciudad. Asegurar esta intersección era un requisito previo esencial para cualquier ofensiva posterior hacia Odesa, ya que permitiría a los tanques y vehículos blindados de combate rusos acceder a la carretera más adecuada a la ciudad. La primera batalla comenzó el 2 de marzo, cuando una columna blindada rusa fue derrotada por las fuerzas ucranianas en las cercanías de Voznesensk, en una batalla que el Wall Street Journal describió como "una de las derrotas más decisivas de la guerra" hasta ese momento. El ejército ucraniano, en cooperación con los agricultores locales, destruyó un puente de importancia estratégica, sobre el cual los rusos pretendían cruzar el Bug Meriodional. Además, los combatientes ucranianos destruyeron alrededor de 30 tanques y vehículos blindados rusos y un helicóptero, impidiendo así cualquier avance ruso hacia Odesa y una instalación nuclear cercana. La segunda batalla de Voznesensk comenzó el 9 de marzo, cuando las tropas rusas ocuparon la ciudad durante tres días hasta que Ucrania la recuperó. El 20 de agosto de 2022, un ataque aéreo ruso en Voznesensk mató a 9 civiles, 4 de los cuales eran niños.

## Demografía
La evolución de la población de Voznesensk entre 1897 y 2022 fue la siguiente:
| 15 748                                                        | 17 093 | 20 813 | 23 498 | 31 043 | 36 457 | 40 721 | 43 881 | 42 634 | 39 951 | 37 049 | 36 613 | 35 243 | 34 757 | 33 442 |
| (Fuente: Cities & Towns of Ukraine y UKRAINE: Größere Städte) |        |        |        |        |        |        |        |        |        |        |        |        |        |        |

Según el censo de 2001, la lengua materna de la mayoría de los habitantes, el 86,47%, es el ucraniano; del 29,35% es el ruso.

## Economía
La economía de Voznesensk se compone principalmente de industrias ligeras: cuero, máquinas de coser, muebles, calzado y productos alimenticios (principalmente carne, embutidos, queso y productos lácteos, conservas de verduras y frutas). 
Durante el período del dominio soviético, se crearon en la ciudad 18 grandes empresas industriales, de las cuales el 72% eran industria ligera y el 18% industria alimentaria. Las empresas de Voznesensk formaron una cadena de tiendas de marca que ofrecían ropa y calzado exclusivos fabricados de acuerdo con los estándares de calidad europeos.

## Infraestructura

### Arquitectura, monumentos y lugares de interés
Voznesensk tiene muchas oportunidades recreativas disponibles. La ciudad está situada a lo largo del río Bug Meridional, donde los residentes nadan, pescan y se relajan en las orillas del río. 

### Transporte
La estación de tren de Voznesensk es una parada importante en el ferrocarril de Odesa, con trenes directos disponibles a las principales ciudades, incluidas Kiev y Dnipró.
La ciudad está conectada con Nicolaiev por la autopista H24. La estación principal de autobuses ofrece muchos destinos, incluidos autobuses a Kiev, Nicolaiev y Jersón. Los marshrutkas locales (autobuses de ruta) van desde el centro a todas las microrregiones de las ciudades y los pueblos de los alrededores, así como cada media hora a Nicolaiev.

## Cultura

### Deporte
Al norte de Voznesensk, cerca de Pervomaisk, el Bug Meridional fluye a través de un cañón que es famoso por su rafting y montañismo. El estadio en el centro de Voznesensk cuenta con un campo de fútbol, una cancha de tenis, una pista y un parque infantil. El club deportivo "VOSCO" de la tercera microrregión cuenta con una cancha de baloncesto/tenis techada, así como una sala de musculación. En otoño de 2012, se inauguró un nuevo complejo deportivo en el centro, "Cascada", que cuenta con piscina, sala de entrenamiento y saunas.

## Personas ilustres
- Mijáil Herzenstein (1859-1906): científico y político judío ruso, convertido al cristianismo, electo a la primera Duma Imperial por el Partido Democrático Constitucional.
- Dmitri Dolgov (1860-1939): general de infantería ruso en la Primera Guerra Mundial.
- Yevgeni Kibrik (1906-1978): conocido artista soviético ucraniano.
- Adolf Fetsch (1940): político germano-ucraniano por la CSU, activista por la integración social de los rusos en Alemania.

## Galería

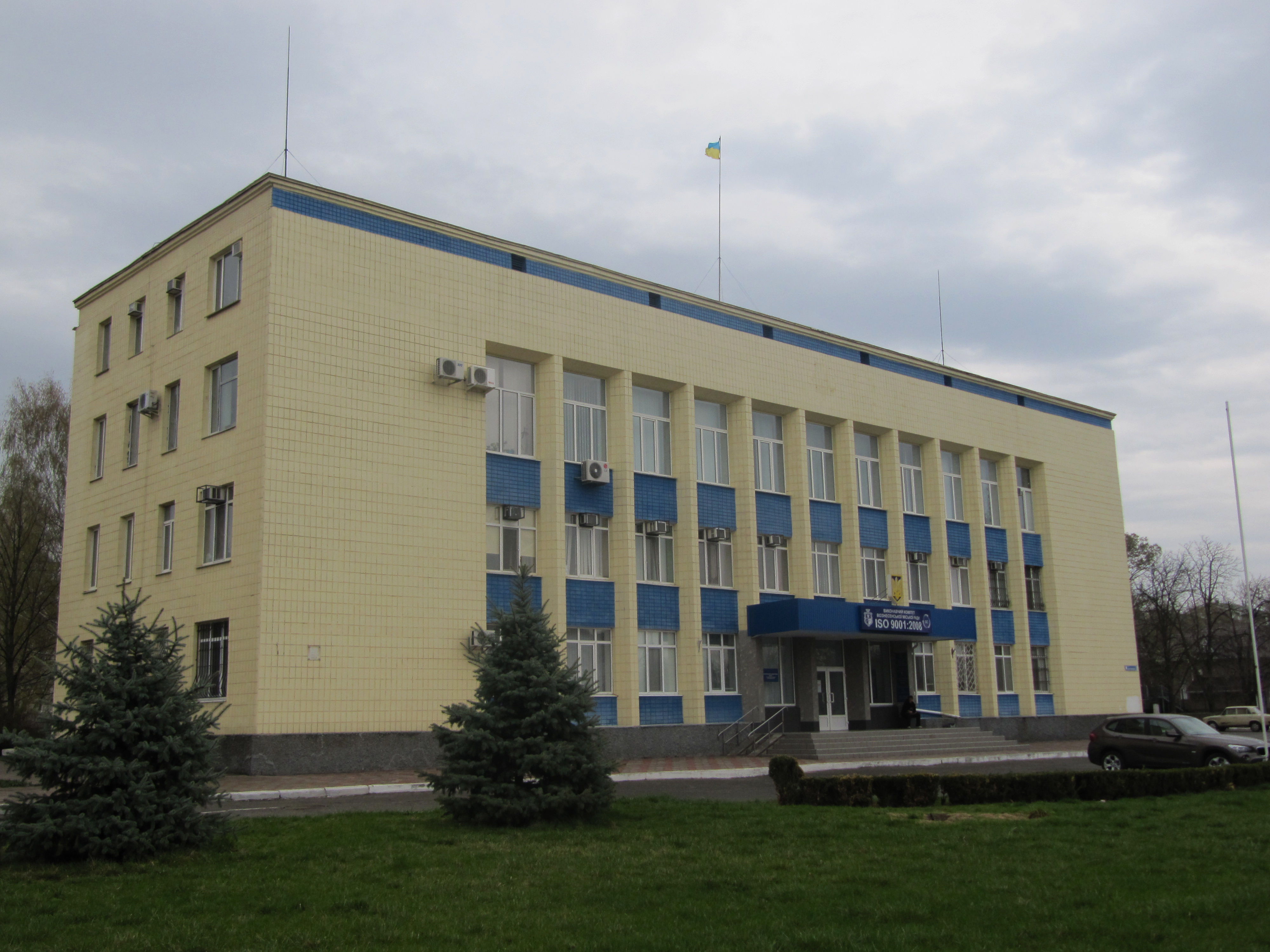
Ayuntamiento de Voznesensk
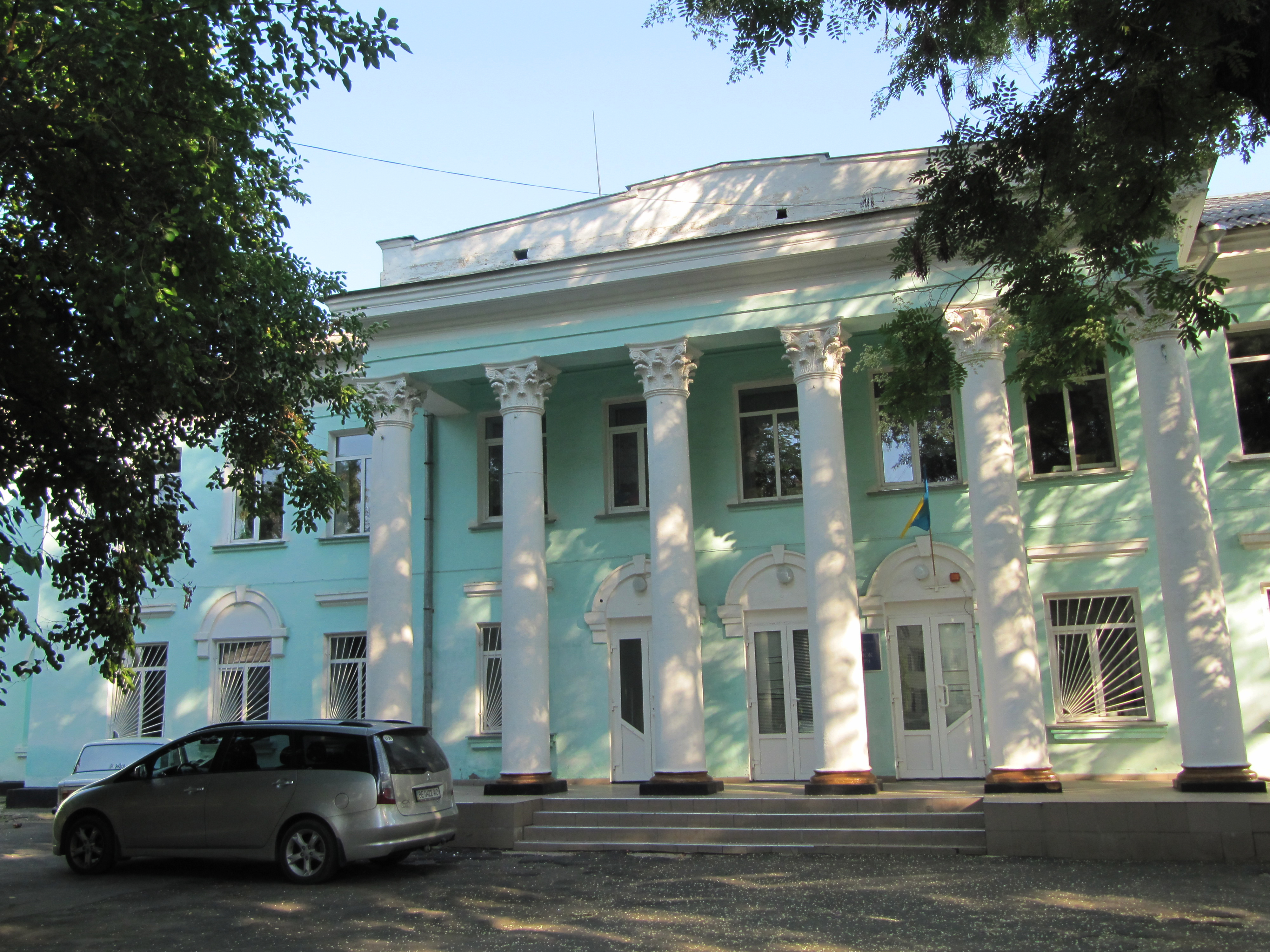
Palacio de la cultura local
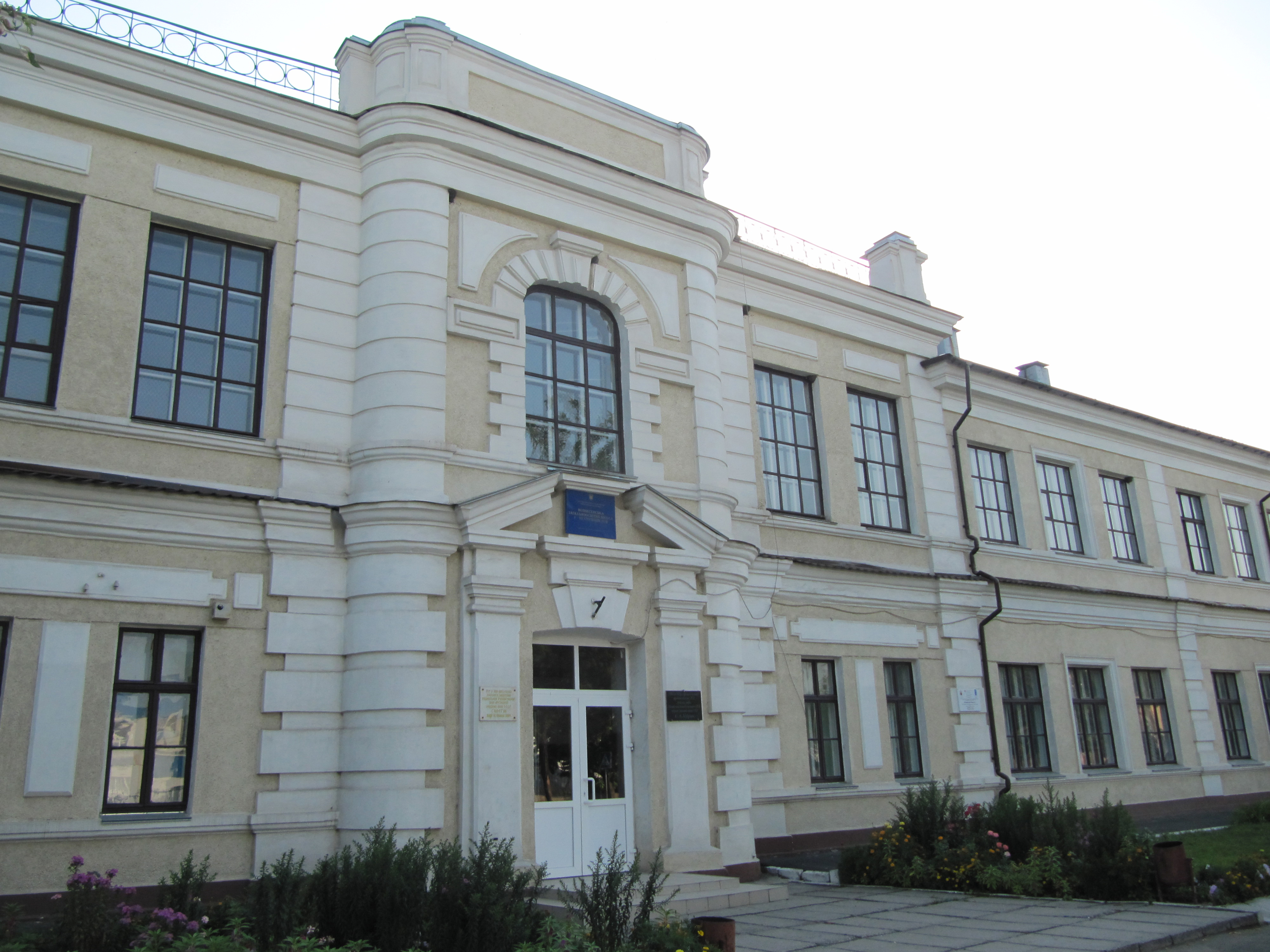
Colegio nº10
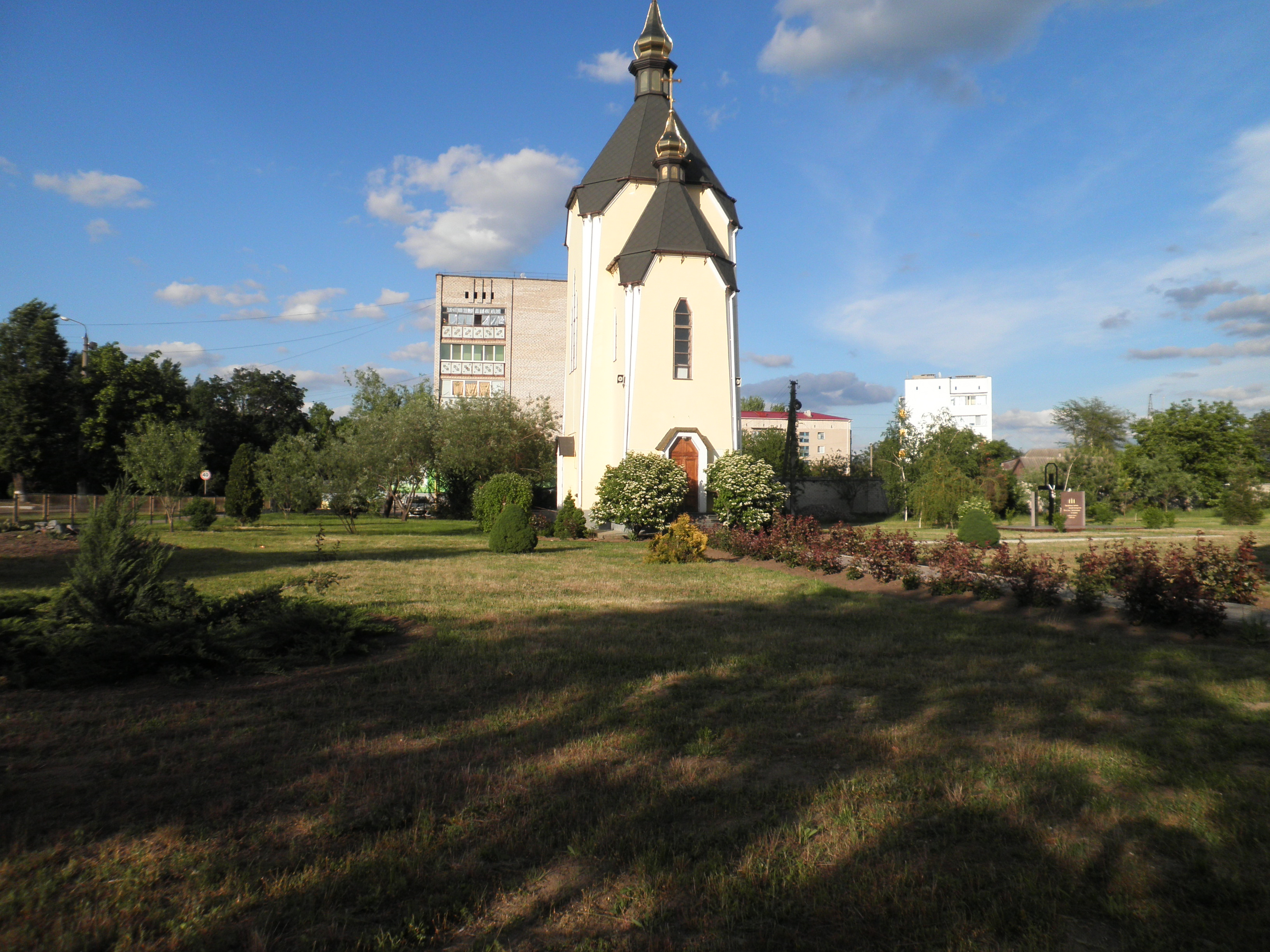
Iglesia de Santa Olga y su campanario
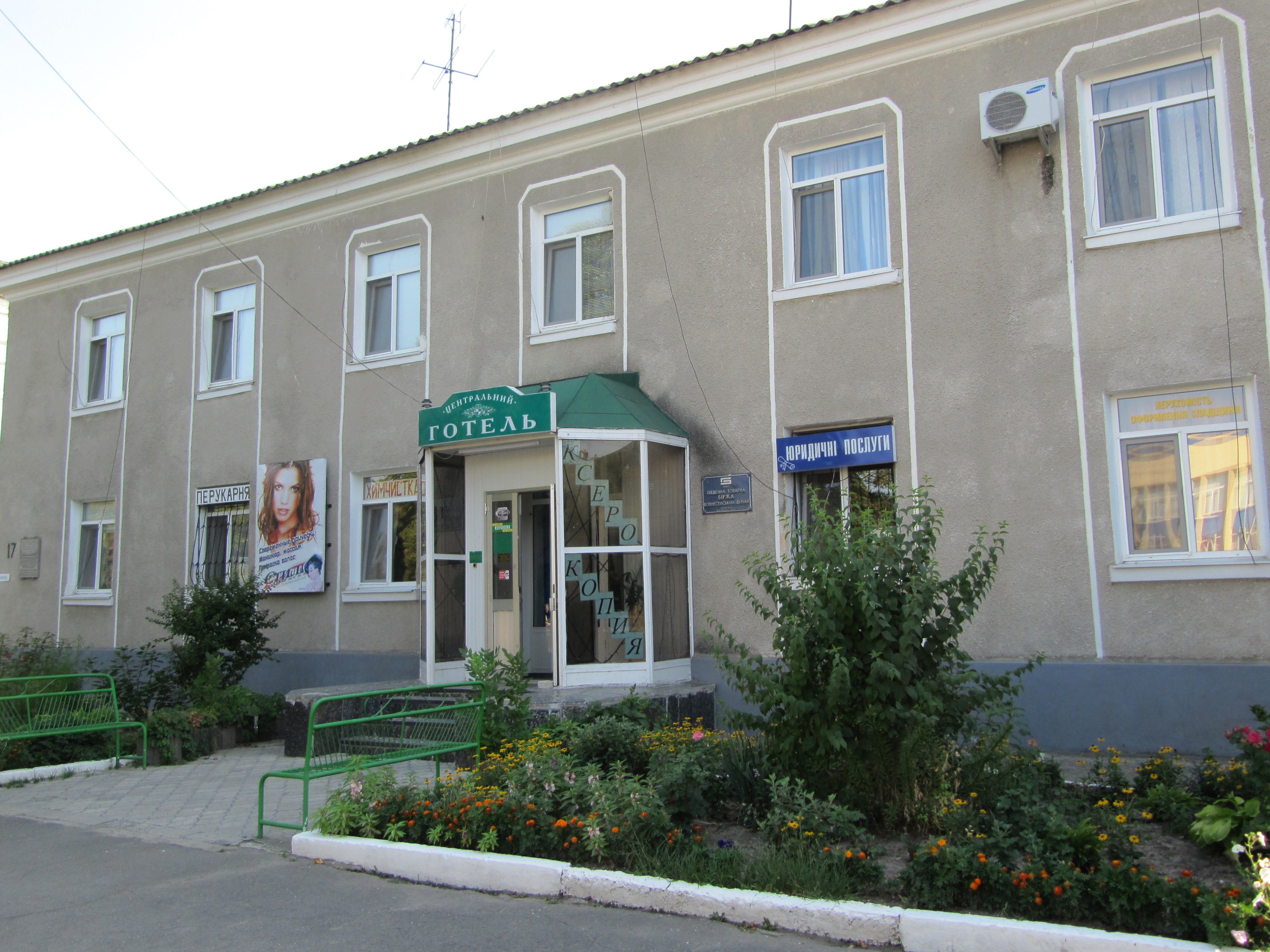
Hotel central
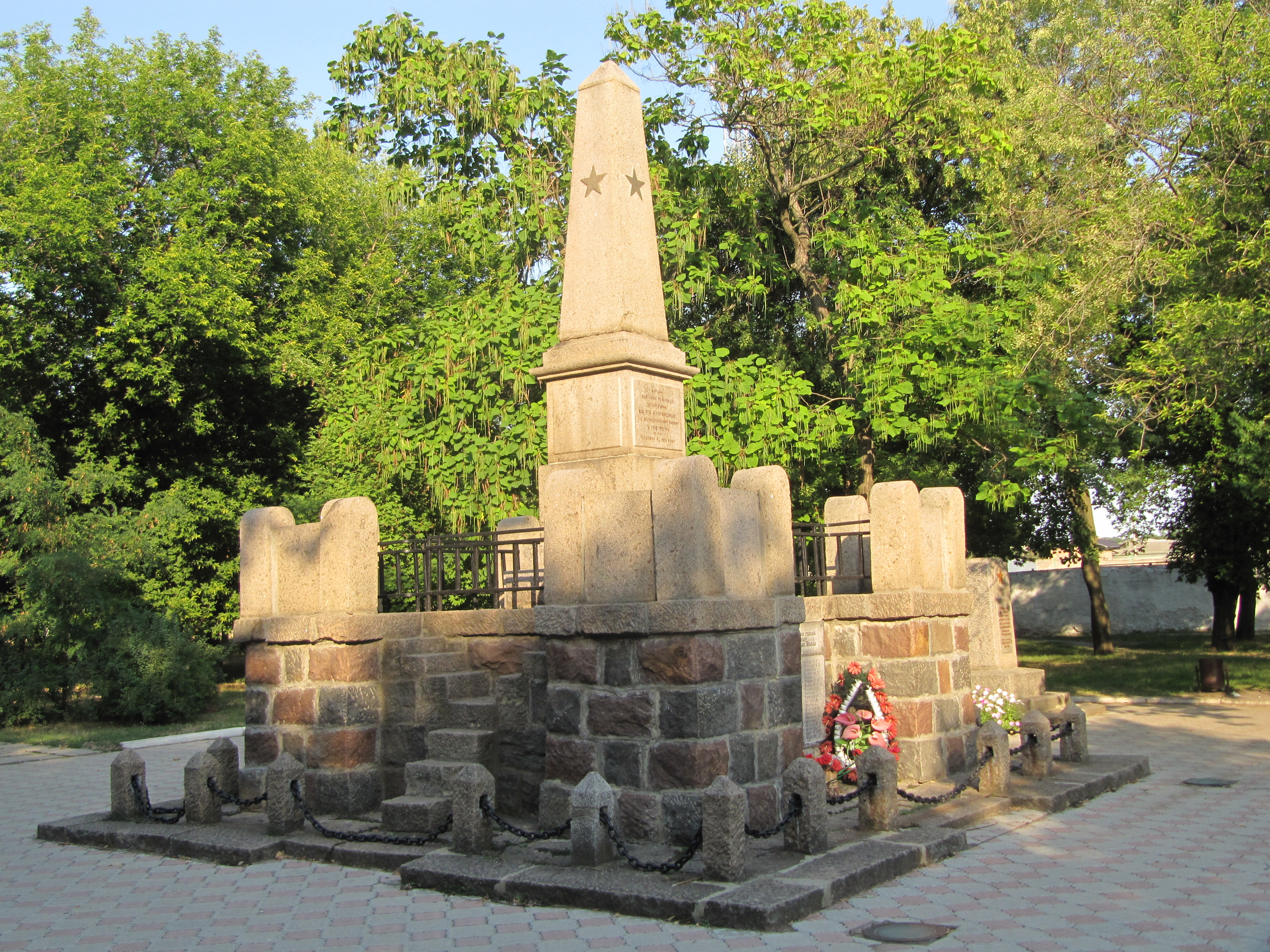
Monumento a la revolución rusa
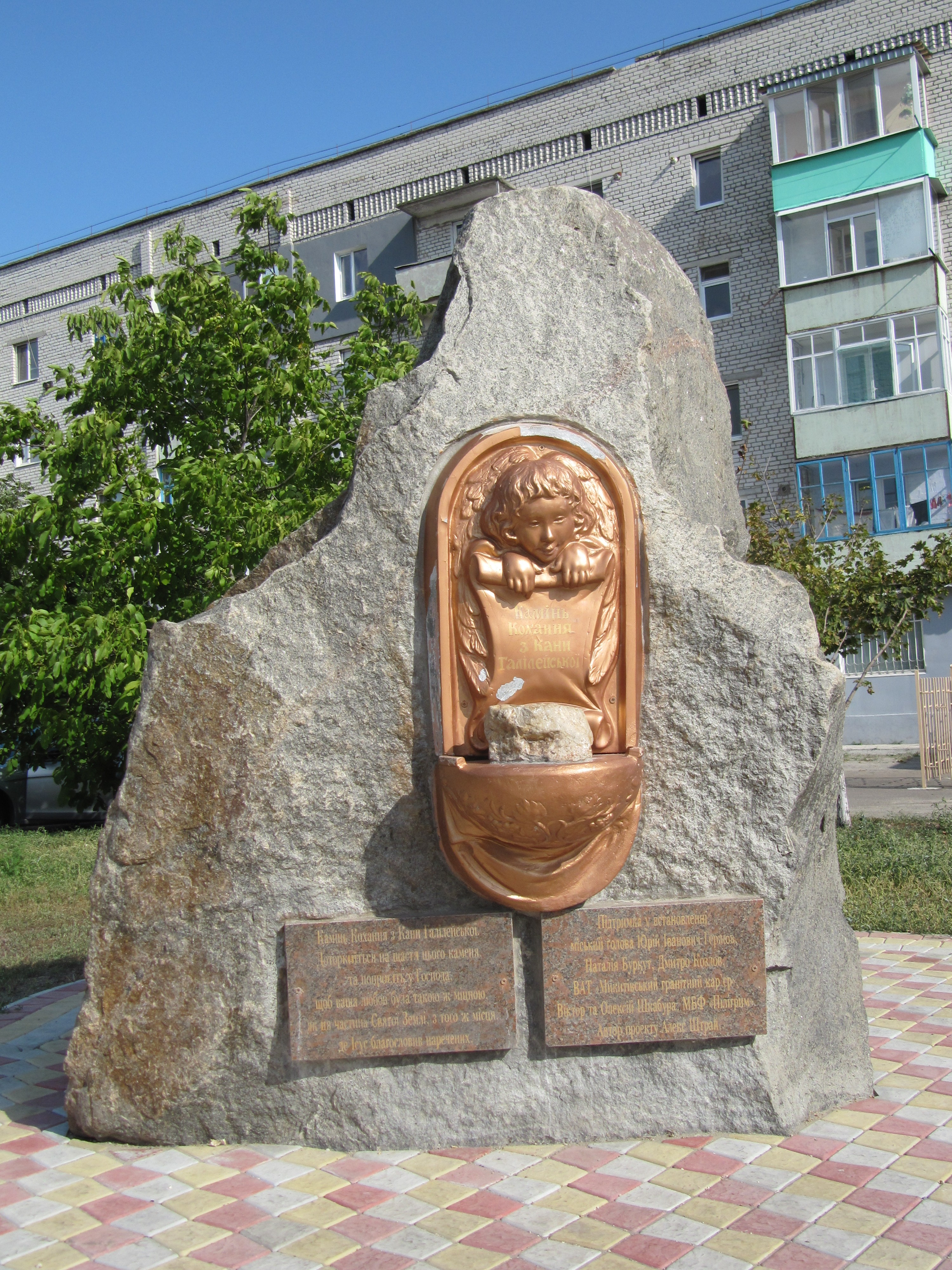
Monumento de la piedra del amor

## Ciudades hermanadas
Voznesensk está hermanada con las siguientes ciudades:
- Radomsko, Polonia.